# Euroleague Basketball 2000-2001 - Finali
Le finali della Euroleague Basketball 2000-2001 sono state la fase conclusiva della Euroleague Basketball 2000-2001.
Dopo cinque partite, la Kinder Bologna vinse il suo secondo titolo battendo il TAU Cerámica. L'argentino Manu Ginóbili vinse il titolo di MVP delle finali.

## Partite

### Gara 1
| Arbitri: | António Coelho Stavros Tsanidis Nikos Botitsis |

|                                 |            |                                             |
| Jarić 14 Andersen 12 Frosini 11 | Punti      | 21 Alexander 20 Foirest 15 Bennett          |
| Abbio, Ginóbili 2               | Assist     | 1 Alexander, Bennett, Štombergas, Timinskas |
| Andersen 8                      | Rimbalzi   | 19 Alexander                                |
| Ettore Messina                  | Allenatori | Duško Ivanović                              |

| Quintetto titolare | Quintetto titolare | Quintetto titolare   | Pt   | Rim  | Ass  |
| ------------------ | ------------------ | -------------------- | ---- | ---- | ---- |
| P                  | 14                 | Antoine Rigaudeau    | 4    | 3    | 0    |
| G                  | 6                  | Manu Ginóbili        | 8    | 2    | 2    |
| PG                 | 19                 | Marko Jarić          | 14   | 4    | 0    |
| AC                 | 13                 | David Andersen       | 12   | 8    | 1    |
| C                  | 12                 | Alessandro Frosini   | 11   | 7    | 1    |
| Panchina:          |                    |                      |      |      |      |
| G                  | 7                  | Alessandro Abbio     | 10   | 1    | 2    |
| P                  | 8                  | Davide Bonora        | 2    | 2    | 1    |
| C                  | 9                  | Nikola Jestratijević | 0    | 1    | 0    |
| G                  | 11                 | Fabrizio Ambrassa    | n.e. | n.e. | n.e. |
| AG                 | 18                 | Matjaž Smodiš        | 4    | 0    | 0    |
| Allenatore:        |                    |                      |      |      |      |
| Ettore Messina     |                    |                      |      |      |      |

| Kinder Bologna                                                                         |              | TAU Cerámica |
| \| Kinder Bologna \| TAU Cerámica \| \| -------------- \| ------------ \| \| 0 \| 1 \| |              |              |
| Kinder Bologna                                                                         | TAU Cerámica |              |
| 0                                                                                      | 1            |              |

| Kinder Bologna | TAU Cerámica |
| -------------- | ------------ |
| 0              | 1            |

| Quintetto titolare | Quintetto titolare | Quintetto titolare  | Pt   | Rim  | Ass  |
| ------------------ | ------------------ | ------------------- | ---- | ---- | ---- |
| P                  | 6                  | Elmer Bennett       | 15   | 5    | 1    |
| AP                 | 7                  | Laurent Foirest     | 20   | 7    | 0    |
| AP                 | 11                 | Saulius Štombergas  | 5    | 4    | 1    |
| AC                 | 14                 | Fabricio Oberto     | 11   | 3    | 0    |
| AC                 | 13                 | Victor Alexander    | 21   | 19   | 1    |
| Panchina:          |                    |                     |      |      |      |
| AG                 | 4                  | Luis Scola          | 6    | 5    | 0    |
| C                  | 5                  | Dani García         | n.e. | n.e. | n.e. |
| G                  | 9                  | Sergi Vidal         | n.e. | n.e. | n.e. |
| AP                 | 10                 | Mindaugas Timinskas | 11   | 3    | 1    |
| Allenatore:        |                    |                     |      |      |      |
| Duško Ivanović     |                    |                     |      |      |      |

### Gara 2
| Arbitri: | Richard Stokes Marek Nowicki Andrej Lovsin |

|                                          |            |                                                          |
| Rigaudeau 23 Abbio, Andersen 14 Jarić 13 | Punti      | 17 Alexander 12 Štombergas 10 Bennett, Oberto, Timinskas |
| Ginóbili 3                               | Assist     | 1 Bennett, Oberto                                        |
| Griffith 8                               | Rimbalzi   | 8 Alexander, Oberto 8                                    |
| Ettore Messina                           | Allenatori | Duško Ivanović                                           |

| Quintetto titolare | Quintetto titolare | Quintetto titolare   | Pt   | Rim  | Ass  |
| ------------------ | ------------------ | -------------------- | ---- | ---- | ---- |
| P                  | 14                 | Antoine Rigaudeau    | 23   | 4    | 0    |
| G                  | 6                  | Manu Ginóbili        | 11   | 5    | 3    |
| PG                 | 19                 | Marko Jarić          | 13   | 2    | 0    |
| C                  | 12                 | Alessandro Frosini   | 3    | 7    | 0    |
| C                  | 15                 | Rashard Griffith     | 9    | 8    | 1    |
| Panchina:          |                    |                      |      |      |      |
| G                  | 7                  | Alessandro Abbio     | 14   | 6    | 2    |
| P                  | 8                  | Davide Bonora        | 2    | 1    | 1    |
| C                  | 9                  | Nikola Jestratijević | n.e. | n.e. | n.e. |
| AC                 | 13                 | David Andersen       | 14   | 6    | 0    |
| AG                 | 18                 | Matjaž Smodiš        | 5    | 1    | 0    |
| Allenatore:        |                    |                      |      |      |      |
| Ettore Messina     |                    |                      |      |      |      |

| Kinder Bologna                                                                         |              | TAU Cerámica |
| \| Kinder Bologna \| TAU Cerámica \| \| -------------- \| ------------ \| \| 1 \| 1 \| |              |              |
| Kinder Bologna                                                                         | TAU Cerámica |              |
| 1                                                                                      | 1            |              |

| Kinder Bologna | TAU Cerámica |
| -------------- | ------------ |
| 1              | 1            |

| Quintetto titolare | Quintetto titolare | Quintetto titolare  | Pt   | Rim  | Ass  |
| ------------------ | ------------------ | ------------------- | ---- | ---- | ---- |
| P                  | 6                  | Elmer Bennett       | 10   | 0    | 0    |
| AP                 | 7                  | Laurent Foirest     | 2    | 0    | 0    |
| AP                 | 11                 | Saulius Štombergas  | 12   | 2    | 0    |
| AC                 | 14                 | Fabricio Oberto     | 10   | 8    | 1    |
| AC                 | 13                 | Victor Alexander    | 17   | 8    | 0    |
| Panchina:          |                    |                     |      |      |      |
| AG                 | 4                  | Luis Scola          | 7    | 3    | 0    |
| C                  | 5                  | Dani García         | n.e. | n.e. | n.e. |
| G                  | 9                  | Sergi Vidal         | 5    | 0    | 0    |
| AP                 | 10                 | Mindaugas Timinskas | 10   | 2    | 0    |
| Allenatore:        |                    |                     |      |      |      |
| Duško Ivanović     |                    |                     |      |      |      |

### Gara 3
| Arbitri: | Armand de Keyser Stelios Koukoulekidis Recep Ankaralı |

|                                  |            |                                       |
| Oberto 15 Alexander 13 Bennett 9 | Punti      | 27 Ginóbili 15 Rigaudeau 13 Smodiš    |
| Bennett 6                        | Assist     | 2 Frosini, Griffith, Jarić, Rigaudeau |
| Oberto 13                        | Rimbalzi   | 7 Frosini, Jarić                      |
| Duško Ivanović                   | Allenatori | Ettore Messina                        |

| Quintetto titolare | Quintetto titolare | Quintetto titolare  | Pt   | Rim  | Ass  |
| ------------------ | ------------------ | ------------------- | ---- | ---- | ---- |
| P                  | 6                  | Elmer Bennett       | 9    | 2    | 6    |
| AP                 | 7                  | Laurent Foirest     | 8    | 2    | 0    |
| AP                 | 11                 | Saulius Štombergas  | 5    | 3    | 1    |
| AC                 | 14                 | Fabricio Oberto     | 15   | 13   | 0    |
| AC                 | 13                 | Victor Alexander    | 13   | 5    | 0    |
| Panchina:          |                    |                     |      |      |      |
| AG                 | 4                  | Luis Scola          | 8    | 6    | 2    |
| C                  | 5                  | Dani García         | n.e. | n.e. | n.e. |
| G                  | 9                  | Sergi Vidal         | 0    | 0    | 0    |
| AP                 | 10                 | Mindaugas Timinskas | 2    | 2    | 0    |
| Allenatore:        |                    |                     |      |      |      |
| Duško Ivanović     |                    |                     |      |      |      |

| TAU Cerámica                                                                           |                | Kinder Bologna |
| \| TAU Cerámica \| Kinder Bologna \| \| ------------ \| -------------- \| \| 1 \| 2 \| |                |                |
| TAU Cerámica                                                                           | Kinder Bologna |                |
| 1                                                                                      | 2              |                |

| TAU Cerámica | Kinder Bologna |
| ------------ | -------------- |
| 1            | 2              |

| Quintetto titolare | Quintetto titolare | Quintetto titolare | Pt   | Rim  | Ass  |
| ------------------ | ------------------ | ------------------ | ---- | ---- | ---- |
| P                  | 14                 | Antoine Rigaudeau  | 15   | 0    | 2    |
| G                  | 6                  | Manu Ginóbili      | 27   | 4    | 1    |
| PG                 | 19                 | Marko Jarić        | 7    | 7    | 2    |
| C                  | 12                 | Alessandro Frosini | 1    | 7    | 2    |
| C                  | 15                 | Rashard Griffith   | 2    | 4    | 2    |
| Panchina:          |                    |                    |      |      |      |
| G                  | 7                  | Alessandro Abbio   | 11   | 3    | 0    |
| P                  | 8                  | Davide Bonora      | 2    | 0    | 0    |
| G                  | 11                 | Fabrizio Ambrassa  | n.e. | n.e. | n.e. |
| AC                 | 13                 | David Andersen     | 2    | 1    | 0    |
| AG                 | 18                 | Matjaž Smodiš      | 13   | 1    | 1    |
| Allenatore:        |                    |                    |      |      |      |
| Ettore Messina     |                    |                    |      |      |      |

### Gara 4
| Arbitri: | António Coelho Stavros Tsanidis Nikos Botitsis |

|                                             |            |                                             |
| Bennett 19 Alexander, Timinskas 18 Scola 13 | Punti      | 18 Griffith 15 Abbio, Ginóbili 14 Rigaudeau |
| Bennett 8                                   | Assist     | 4 Ginobili                                  |
| Oberto 9                                    | Rimbalzi   | 6 Griffith                                  |
| Duško Ivanović                              | Allenatori | Ettore Messina                              |

| Quintetto titolare | Quintetto titolare | Quintetto titolare  | Pt | Rim | Ass |
| ------------------ | ------------------ | ------------------- | -- | --- | --- |
| P                  | 6                  | Elmer Bennett       | 19 | 4   | 8   |
| AP                 | 7                  | Laurent Foirest     | 10 | 1   | 0   |
| AP                 | 11                 | Saulius Štombergas  | 8  | 1   | 2   |
| AC                 | 14                 | Fabricio Oberto     | 8  | 9   | 2   |
| AC                 | 13                 | Victor Alexander    | 18 | 2   | 0   |
| Panchina:          |                    |                     |    |     |     |
| AG                 | 4                  | Luis Scola          | 13 | 2   | 1   |
| C                  | 5                  | Dani García         | 1  | 1   | 0   |
| G                  | 9                  | Sergi Vidal         | 1  | 0   | 0   |
| AP                 | 10                 | Mindaugas Timinskas | 18 | 5   | 2   |
| Allenatore:        |                    |                     |    |     |     |
| Duško Ivanović     |                    |                     |    |     |     |

| TAU Cerámica                                                                           |                | Kinder Bologna |
| \| TAU Cerámica \| Kinder Bologna \| \| ------------ \| -------------- \| \| 2 \| 2 \| |                |                |
| TAU Cerámica                                                                           | Kinder Bologna |                |
| 2                                                                                      | 2              |                |

| TAU Cerámica | Kinder Bologna |
| ------------ | -------------- |
| 2            | 2              |

| Quintetto titolare | Quintetto titolare | Quintetto titolare | Pt | Rim | Ass |
| ------------------ | ------------------ | ------------------ | -- | --- | --- |
| P                  | 14                 | Antoine Rigaudeau  | 14 | 1   | 0   |
| G                  | 6                  | Manu Ginóbili      | 15 | 3   | 4   |
| PG                 | 19                 | Marko Jarić        | 0  | 1   | 1   |
| C                  | 12                 | Alessandro Frosini | 6  | 5   | 2   |
| C                  | 15                 | Rashard Griffith   | 18 | 6   | 1   |
| Panchina:          |                    |                    |    |     |     |
| G                  | 7                  | Alessandro Abbio   | 15 | 2   | 1   |
| P                  | 8                  | Davide Bonora      | 0  | 0   | 0   |
| G                  | 11                 | Fabrizio Ambrassa  | 0  | 1   | 0   |
| AC                 | 13                 | David Andersen     | 2  | 3   | 1   |
| AG                 | 18                 | Matjaž Smodiš      | 9  | 5   | 0   |
| Allenatore:        |                    |                    |    |     |     |
| Ettore Messina     |                    |                    |    |     |     |

### Gara 5
| Arbitri: | António Coelho Stavros Tsanidis Richard Stokes |

|                                             |            |                                  |
| Rigaudeau 18 Ginóbili, Jarić 16 Griffith 14 | Punti      | 24 Bennett 15 Oberto 8 Alexander |
| Ginóbili 6                                  | Assist     | 5 Bennett                        |
| Griffith 10                                 | Rimbalzi   | 5 Bennett                        |
| Ettore Messina                              | Allenatori | Duško Ivanović                   |

| Quintetto titolare | Quintetto titolare | Quintetto titolare | Pt   | Rim  | Ass  |
| ------------------ | ------------------ | ------------------ | ---- | ---- | ---- |
| P                  | 14                 | Antoine Rigaudeau  | 18   | 1    | 1    |
| G                  | 6                  | Manu Ginóbili      | 16   | 4    | 6    |
| PG                 | 19                 | Marko Jarić        | 16   | 4    | 1    |
| C                  | 12                 | Alessandro Frosini | 4    | 6    | 1    |
| C                  | 15                 | Rashard Griffith   | 14   | 10   | 0    |
| Panchina:          |                    |                    |      |      |      |
| G                  | 7                  | Alessandro Abbio   | 4    | 1    | 0    |
| P                  | 8                  | Davide Bonora      | 1    | 2    | 0    |
| G                  | 11                 | Fabrizio Ambrassa  | n.e. | n.e. | n.e. |
| AC                 | 13                 | David Andersen     | 4    | 2    | 0    |
| AG                 | 18                 | Matjaž Smodiš      | 5    | 2    | 0    |
| Allenatore:        |                    |                    |      |      |      |
| Ettore Messina     |                    |                    |      |      |      |

| Kinder Bologna | TAU Cerámica |
| -------------- | ------------ |
| 3              | 2            |

| Eurolega 2000-2001       |
| ------------------------ |
| Virtus Bologna 2º titolo |

| Kinder Bologna | TAU Cerámica |
| -------------- | ------------ |
| 3              | 2            |

| Eurolega 2000-2001       |
| ------------------------ |
| Virtus Bologna 2º titolo |

| Quintetto titolare | Quintetto titolare | Quintetto titolare  | Pt | Rim | Ass |
| ------------------ | ------------------ | ------------------- | -- | --- | --- |
| P                  | 6                  | Elmer Bennett       | 24 | 5   | 5   |
| AP                 | 7                  | Laurent Foirest     | 6  | 4   | 1   |
| AP                 | 11                 | Saulius Štombergas  | 3  | 2   | 0   |
| AC                 | 14                 | Fabricio Oberto     | 15 | 4   | 0   |
| AC                 | 13                 | Victor Alexander    | 8  | 3   | 0   |
| Panchina:          |                    |                     |    |     |     |
| AG                 | 4                  | Luis Scola          | 7  | 4   | 1   |
| C                  | 5                  | Dani García         | 2  | 1   | 0   |
| G                  | 9                  | Sergi Vidal         | 2  | 2   | 0   |
| AP                 | 10                 | Mindaugas Timinskas | 7  | 2   | 0   |
| Allenatore:        |                    |                     |    |     |     |
| Duško Ivanović     |                    |                     |    |     |     |